# Alfred Gregory
Alfred Gregory (12 de fevereiro de 1913 – Emerald, 9 de fevereiro de 2010) foi um alpinista, explorador e fotógrafo profissional inglês.